# Apostasia

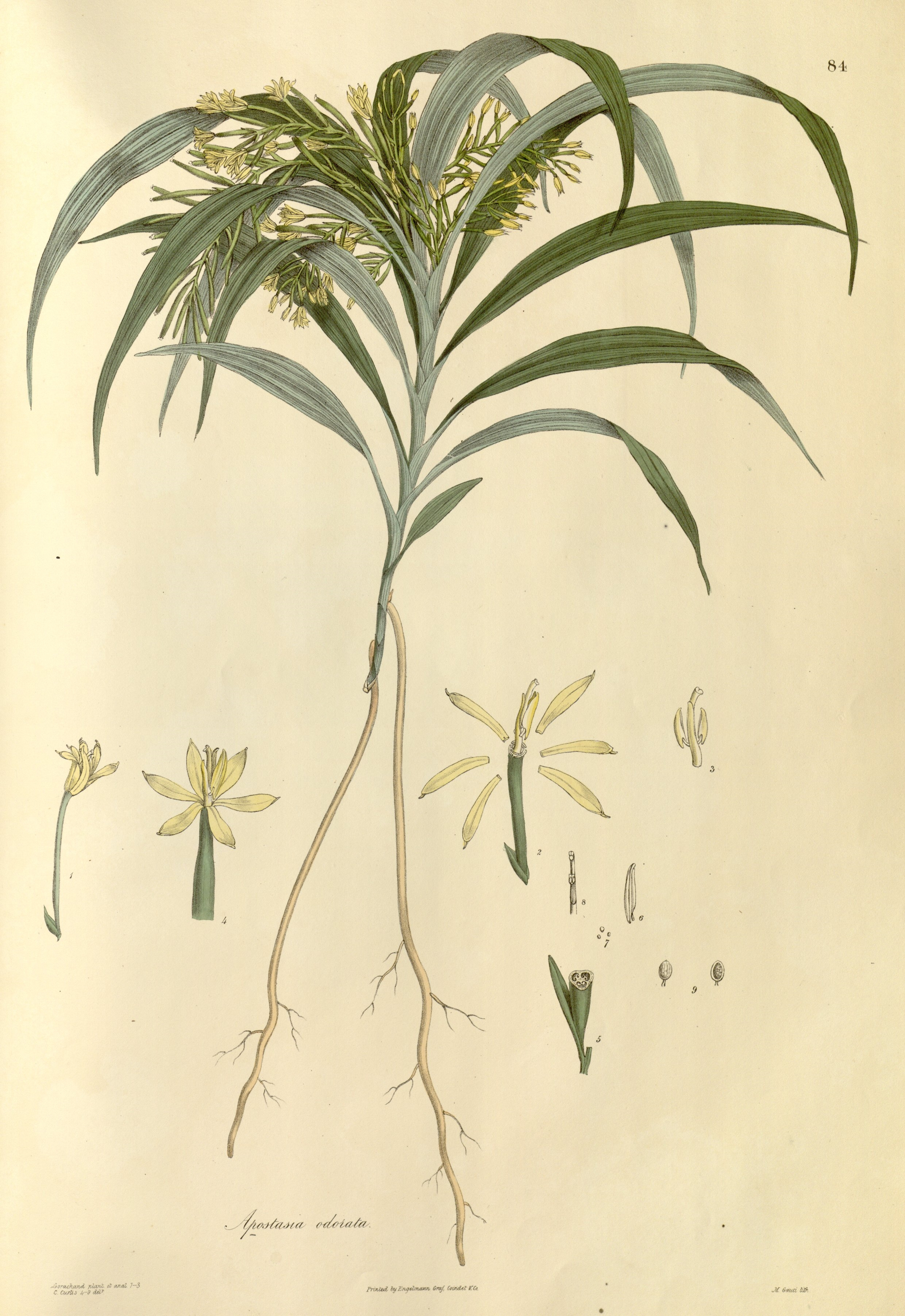
Apostasia wallichii na ilustraci z roku 1830

Apostasia je rod pozemních orchidejí, rozšířený v počtu 8 druhů v tropické a subtropické Asii a Austrálii. Jsou to přímé byliny s řasnatými listy a téměř pravidelnými, bílými nebo žlutými květy. Náleží do nejbazálnější větve čeledi Orchidaceae (podčeleď Apostasioideae) a více než orchidej připomínají nějaký drobný druh dračince. Ve sbírkách orchidejí se dosud nepěstují.

## Popis
Zástupci rodu Apostasia jsou pozemní, vzpřímené, lysé byliny se šupinatými podzemními oddenky, dorůstající výšky až 1 metr. Některé druhy mají na kořenech hlízy. Stonek je jednoduchý nebo řidčeji větvený, olistěný, poměrně tenký, polodřevnatý. Na bázi bývají adventivní (vzdušné) kořeny. Stonek někdy ztrácí kontakt se zemí a rostlina spočívá pouze na chůdovitých kořenech.
Listy nahloučené nebo rovnoměrně rozložené po lodyze, spirálně uspořádané, řasnaté, na bázi většinou zúžené v řapík, se špičatým až nitkovitě vybíhajícím vrcholem.
Květy jsou vzpřímené, nepřetočené, téměř pravidelné, přisedlé, uspořádané v mnohokvětých, vrcholových nebo téměř vrcholových, většinou větvených, hroznovitých květenstvích.
Kališní i korunní lístky jsou člunkovité, navzájem podobné, bílé až žluté, poněkud dužnaté. Jeden z korunních lístků (pysk) může být o něco větší než ostatní. Sloupek je přímý nebo prohnutý a nese 2 fertilní tyčinky, mezi nimiž je buď sterilní tyčinka (staminodium), nebo jen hrbolek. Nitky jsou krátké, přirostlé ke čnělce. Pyl netvoří brylky. Semeník obsahuje 3 komůrky. Čnělka je válcovitá, zakončená hlavatou až trojlaločnou bliznou. Plodem je úzce válcovitá, podélně mělce žebernatá, tenkostěnná tobolka obsahující mnoho drobných černých semen.

## Rozšíření
Rod zahrnuje 8 druhů a je rozšířen v Asii od východního Himálaje a Srí Lanky přes jižní Čínu po Japonsko a přes Indočínu a jihovýchodní Asii po Novou Guineu a severovýchodní Austrálii. Největší areál mají druhy Apostasia nuda, A. odorata a A. wallichii. Rostliny rostou na vlhkých stanovištích v podrostu primárních nížinných až podhorských tropických a subtropických lesů.

## Ekologické interakce
Květy jsou opylovány hmyzem. Prašníky mají okrouhlé póry, z nichž je pyl vytřásán rychlými vibracemi hrudi opylovače (tzv. buzz pollination). Na kořenech se tvoří hlízky, které bývají infikované saprofytickými
houbami z čeledí Botryobasidiaceae a Ceratobasidiaceae a pravděpodobně souvisí s mykorhizní výživou.

## Taxonomie
Rod Apostasia je v rámci čeledi Orchidaceae řazen do podčeledi Apostasioideae. Je to nejbazálnější větev celé čeledi, obsahující pouze 2 rody: Apostasia a Neuwiedia. Vzhledem k morfologii odlišné od jiných orchidejí byly často v minulosti řazeny do samostatné čeledi Apostasiaceae. V roce 2012 byl z čínského Jün-nanu popsán nový druh, Apostasia malipoensis.

## Význam
Zástupce rodu Apostasia se dosud nepodařilo přenést do kultury a nejsou proto zastoupeny ve sbírkách orchidejí.